# Misrata
Misrata (tiếng Ả Rập: مصراتة Mişrātah, phát âm theo tiếng Ả Rập Libya]]: IPA: [məsˤˈrˤɑːtæ]), cũng có thể chuyển tự thành Misurata hay Misratah. là một thành phố thuộc Quận Misrata ở phía bắc miền tây Libya, cách thủ đô Tripoli 210 km (130 mi) về phía đông, thành phố nằm bên bờ Địa Trung Hải.
Dân số toàn quận Misrata (bao gồm cả Bani Walid) vào năm 2006 là trên 550.000 người, thành phố Misrata là thành phố lớn thứ ba của Libya sau Tripoli và Benghazi. Thành phố là thủ phủ của quận và được coi là thủ đô kinh tế của Libya.

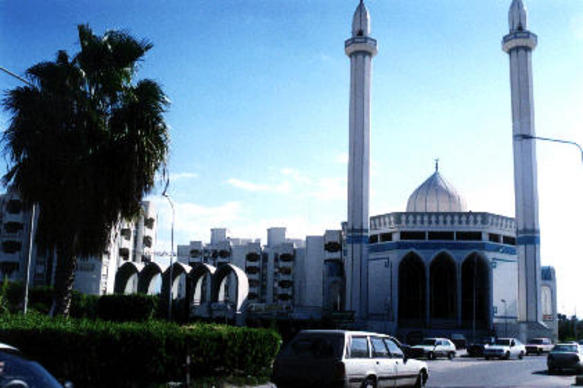
Nhà thờ lớn của Misrata

## Từ nguyên
Tên gọi Misrata có liên quan đến vị trí của thành phố là nằm ở phía đông của Punic. Việc sử dụng từ "phía đông" để đặt tên cho một địa điểm khá phổ biến trong các ngôn ngữ thuộc nhóm Semitic.

## Địa lý
Misrata là một thành phố ven biển. Vị trí cả thành phố khiến nó có cả cát lẫn biển, từ những vùng ven biển ở phía bắc và phía đông cho đến phía nam là những bãi cát vàng được xen kẽ với những cây chà là và ôliu.

### Khí hậu
Misrata có khí hậu bán khô hạn nóng (phân loại khí hậu Köppen BSh).
| Dữ liệu khí hậu của Misrata              | Dữ liệu khí hậu của Misrata | Dữ liệu khí hậu của Misrata | Dữ liệu khí hậu của Misrata | Dữ liệu khí hậu của Misrata | Dữ liệu khí hậu của Misrata | Dữ liệu khí hậu của Misrata | Dữ liệu khí hậu của Misrata | Dữ liệu khí hậu của Misrata | Dữ liệu khí hậu của Misrata | Dữ liệu khí hậu của Misrata | Dữ liệu khí hậu của Misrata | Dữ liệu khí hậu của Misrata | Dữ liệu khí hậu của Misrata |
| Tháng                                    | 1                           | 2                           | 3                           | 4                           | 5                           | 6                           | 7                           | 8                           | 9                           | 10                          | 11                          | 12                          | Năm                         |
| ---------------------------------------- | --------------------------- | --------------------------- | --------------------------- | --------------------------- | --------------------------- | --------------------------- | --------------------------- | --------------------------- | --------------------------- | --------------------------- | --------------------------- | --------------------------- | --------------------------- |
| Cao kỉ lục °C (°F)                       | 30.0 (86.0)                 | 36.1 (97.0)                 | 40.0 (104.0)                | 45.0 (113.0)                | 45.0 (113.0)                | 51.1 (124.0)                | 47.5 (117.5)                | 48.9 (120.0)                | 47.8 (118.0)                | 46.1 (115.0)                | 36.7 (98.1)                 | 32.4 (90.3)                 | 51.1 (124.0)                |
| Trung bình ngày tối đa °C (°F)           | 18.0 (64.4)                 | 19.3 (66.7)                 | 20.5 (68.9)                 | 23.0 (73.4)                 | 26.5 (79.7)                 | 29.9 (85.8)                 | 31.6 (88.9)                 | 32.5 (90.5)                 | 31.1 (88.0)                 | 27.8 (82.0)                 | 23.9 (75.0)                 | 19.4 (66.9)                 | 25.3 (77.5)                 |
| Trung bình ngày °C (°F)                  | 13.3 (55.9)                 | 14.3 (57.7)                 | 15.8 (60.4)                 | 18.4 (65.1)                 | 21.7 (71.1)                 | 25.0 (77.0)                 | 26.7 (80.1)                 | 27.5 (81.5)                 | 26.3 (79.3)                 | 23.0 (73.4)                 | 18.7 (65.7)                 | 14.7 (58.5)                 | 20.4 (68.7)                 |
| Tối thiểu trung bình ngày °C (°F)        | 8.5 (47.3)                  | 9.2 (48.6)                  | 11.1 (52.0)                 | 13.8 (56.8)                 | 16.8 (62.2)                 | 20.0 (68.0)                 | 21.9 (71.4)                 | 22.5 (72.5)                 | 21.5 (70.7)                 | 18.2 (64.8)                 | 13.6 (56.5)                 | 10.0 (50.0)                 | 15.6 (60.1)                 |
| Thấp kỉ lục °C (°F)                      | 0.0 (32.0)                  | 0.0 (32.0)                  | 1.1 (34.0)                  | 1.1 (34.0)                  | 8.3 (46.9)                  | 11.1 (52.0)                 | 13.9 (57.0)                 | 16.0 (60.8)                 | 12.0 (53.6)                 | 8.9 (48.0)                  | 5.0 (41.0)                  | 0.0 (32.0)                  | 0.0 (32.0)                  |
| Lượng Giáng thủy trung bình mm (inches)  | 56 (2.2)                    | 25 (1.0)                    | 20 (0.8)                    | 11 (0.4)                    | 4 (0.2)                     | 1 (0.0)                     | 0 (0)                       | 0 (0)                       | 11 (0.4)                    | 42 (1.7)                    | 38 (1.5)                    | 59 (2.3)                    | 267 (10.5)                  |
| Số ngày giáng thủy trung bình (≥ 0.1 mm) | 9                           | 6                           | 4                           | 3                           | 2                           | 0                           | 0                           | 0                           | 2                           | 6                           | 6                           | 8                           | 47                          |
| Độ ẩm tương đối trung bình (%)           | 70                          | 68                          | 69                          | 68                          | 70                          | 71                          | 73                          | 72                          | 71                          | 69                          | 68                          | 67                          | 70                          |
| Số giờ nắng trung bình tháng             | 182.9                       | 217.5                       | 238.7                       | 255.0                       | 316.2                       | 303.0                       | 378.2                       | 353.4                       | 273.0                       | 238.7                       | 213.0                       | 179.8                       | 3.149,4                     |
| Số giờ nắng trung bình ngày              | 5.9                         | 7.7                         | 7.7                         | 8.5                         | 10.2                        | 10.1                        | 12.2                        | 11.4                        | 9.1                         | 7.7                         | 7.1                         | 5.8                         | 8.6                         |
| Nguồn 1: Deutscher Wetterdienst          |                             |                             |                             |                             |                             |                             |                             |                             |                             |                             |                             |                             |                             |
| Nguồn 2: Sách Khí tượng Ả Rập            |                             |                             |                             |                             |                             |                             |                             |                             |                             |                             |                             |                             |                             |

## Kinh tế
Khu trung tâm của thành phố có khá nhiều cây cối, bên cạnh đó là những tòa nhà hiện đại, những đường phố rộng rãi, các nhà máy quy mô như khu liên hợp gang thép và các nhà máy dệt, thảm và cả những trung tâm thương mại. Misrata vốn là thành phố hiện đại và thịnh vượng và là đô thị có mức thu nhập cao nhất nước. Thành phố đang là nơi diễn ra nhiều hành động quân sự trong Nội chiến Libya 2011.

## Giao thông
Một tuyến đường sắt và cảng biển tại Misrata đã được đề xuất từ năm 2008. Thành phố hiện đang có một sân bay.